# Internationella kemiunionen
Internationella kemiunionen (engelska: International Union of Pure and Applied Chemistry, förkortning: IUPAC) är en internationell oberoende organisation vars medlemmar utgörs av de olika nationella kemiakademierna, där Kungliga Vetenskapsakademien företräds av svenska nationalkommittén för kemi. Unionen grundades 1919 och är registrerad i Zürich i Schweiz.
IUPAC arbetar bland annat med att förenkla naturvetarnas arbete genom att utveckla standarder och rekommendationer för kemisk nomenklatur och frågor rörande atommassor, kemiutbildning med mera.
IUPAC ger sedan 1960 ut tidskriften Pure and Applied Chemistry där IUPAC:s rekommendationer och råd publiceras.